# 布曲
布曲（藏語：འབྲྀཆུ），藏语意为“长河”，又名拜渡河，是长江源水系支流之一。布曲曾被认为是长江正源，现在认为布曲是长江南源当曲最大的支流。布曲位于青海省西南部，源于唐古拉山口西侧的东索山西麓，其河源段又名日啊回曲主曲，绕山与茸码曲汇合后始称布曲，之后北流经雁石坪镇至尕尔曲沿接纳尕尔曲汇入，向东至布玛浪纳汇入当曲。全长242公里，流域面积1.69万平方公里，多年平均流量24.8立方米每秒。